# Oswaldo Ibarra
Oswaldo Ibarra   (Ibarra, 8 de setembre de 1969) és un exfutbolista equatorià de les dècades de 1990 i 2000.
Fou 27 cops internacional amb la selecció de l'Equador amb la qual participà en el Mundial de 2002. Pel que fa a clubs, defensà els colors de El Nacional de Quito.